# KDE neon
KDE neonは、Ubuntuの最も最近のLTSリリースをベースにKDEによって開発されているLinuxディストリビューションで、最新の64ビット版のKDE Plasma 6デスクトップ環境/フレームワーク、Qt6ツールキットなどKDEに適合する追加のソフトウェアレポジトリのセットがバンドルされている。最初にアナウンスされたのは、2016年の6月で、これは当時Canonicalから独立したKubuntuの創設者、ジョナサン・リッデルによるものであった。これは、堅実にLinuxユーザーの間で支持を増やし、最近では通常、Distrowatchの人気トップ20ディストーションに現れるようになっている。neonは、UbuntuのKDE Plasmaにフォーカスしたディストリビューション、Kubuntuと同じようなユーザーをターゲットとしているが、より短いタイムフレームでQtやKDEのアップデートをユーザーに提供する点で異なる。neonは、User、Testing、Unstable、Developerの4つのリリースチャンネルで提供されている。
KDE neonは、KDEの開発にフォーカスしている。強調点は、KDEから直接提供されるソースによる最新のソフトウェアパッケージ群と、プログラマーに新機能への早期のアクセスを提供する点にある。しかし、潜在的には、より大きなソフトウェアのバグの疑いというコストがある。
KDE neonは、2017年1月に、ディストーションのインストーラーをUbiquityからCalamaresに変更した。これは、Ubiquityが"いくつかの機能を持っていない"ことによると言う。
2018年2月、KDE neonの開発者はLTSエディションをダウンロードページから削除した。しかし、これらのエディションは、ダウンロードミラーには保持されている。この変更は”多くの人たちが、どのエディションを使ったらよいのか、また、その違いは何なのかと聞く"ことによると言う。
2018年5月、KDEは、KDE neonのベースをUbuntuの16.04から18.04に変更することを始めた。neonのUbuntu 18.04に基づいたプレビューイメージは、2018年8月に利用可能となった。

## Kubuntuとの違い
Kubuntuは、KDE Plasmaスイートを用いるUbuntuベースのOSであるから、KDE neonはよくKubuntuと取り違えられ得る。逆もまた同じである。しかしながら、これらの2つのOSの第一の違いは、Kubuntuが安定版リリースとUbuntuのLTSバージョンを維持しているのに対して、KDE neonはrootユーザーがそのシステムをアップグレードしない限り、Ubuntuの安定版リリースを維持することなしに、開発版のKDEアプリケーションをアップデートすることにフォーカスしている。

## ハードウェア
KDE Slimbook（2017年3月リリース）とKDE SlimbookⅡ（2018年）にはKDE neonがプリインストールされている。